# Aleksandr Lebed
Aleksandr Ivanovitj Lebed (russisk: Алекса́ндр Ива́нович Ле́бедь; 20. april 1950 i Novotsjerkassk – 28. april 2002 i Abakan) var en russisk politiker og general. 
Lebed' stillede op ved præsidentvalget i 1996 og blev nr. 3 med 14,5 procent af stemmerne. To dage efter valget blev han udnævnt til leder af Ruslands Sikkerhedsråd og sikkerhedspolitisk rådgiver for den siddende præsident, Boris Jeltsin. Han var således ansvarlig for forhandlingerne om Tjetenienkonflikten, der endte med en fredsaftale. 
Fra 1998 var han guvernør i landets andenstørste region, Krasnojarsk kraj i Sibirien. I 2002 døde han i et styrt med en militærhelikopter.